# Xestocephalus aethiopicus
Xestocephalus aethiopicus är en insektsart som beskrevs av Melichar 1914. Xestocephalus aethiopicus ingår i släktet Xestocephalus och familjen dvärgstritar. Inga underarter finns listade i Catalogue of Life.